# Steatocranus tinanti
Steatocranus tinanti — вид окунеподібних риб родини цихлові (Cichlidae).

## Поширення
Вид мешкає у водоймах басейну річки Малебо і у нижній течії річки Конго в Республіці Конго і Демократичній Республіці Конго.

## Опис
Максимальна описана довжина тіла самця — 6,3 см. Steatocranus tinanti — придонний вид. Самиці відкладають до 100 яєць у норах.